# Dorpsstraat 34 (Ouderkerk aan den IJssel)
Het monumentale pand aan de Dorpsstraat 34 in de plaats Ouderkerk aan den IJssel, in de Nederlandse provincie Zuid-Holland, bevindt zich in de oude dorpskern van Ouderkerk. Het stond vroeger naast de later afgebroken herberg "de Prins van Oranje", nabij het veer over de Hollandse IJssel.

## Geschiedenis
De eerste bewoner op dit perceel werd in 1487 genoemd. Aan de overzijde van de Dorpsstraat staat op de hoek met de Kalverstraat de kerk van Ouderkerk en op de andere hoek het vroegere Ambachtshuis. In 1670 werd het buurhuis op de hoek naar het veer aangeduid als het huis waar de "Prins van Orange" uithangt. Het huis aan de Dorpstraat 34 werd in de 18e eeuw "'t Gouden Varken" genoemd. In 1769 kwam het huis in het bezit van Jacob Knoop via zijn vrouw Barbara van den Berg. Hij kreeg in 1771 vergunning om de naastgelegen herberg De prins van Orange te exploiteren, mits hij deze herberg ook zou kopen. In 1774 verkochten zij "'t Gouden Varken", maar wel onder de uitdrukkelijke voorwaarde, dat de straat voor het huis gebruikt mocht blijven worden om onder andere wagens, paarden, emmers te zetten, zolang zij in de naastgelegen herberg bleven wonen. De herberg is later afgebroken om de toegang naar het veer te verbreden. Daardoor is het huis aan de Dorpsstraat 34 het hoekhuis naar de steiger geworden.
Het huidige pand aan de Dorpsstraat 34 dateert uit het midden van de 19e eeuw. De zesruitsvensters op de begane grond in de voorgevel zijn voorzien van luiken. Op de verdieping bevindt zich in de top van de puntgevel een vierruitsvenster. Het pand is sinds 1973 erkend als rijksmonument.